# Détective Conan : La Mélodie de la peur
Détective Conan : La Mélodie de la peur (名探偵コナン 戦慄の楽譜, Meitantei Konan: Senritsu no Furu Sukoa) est un film d'animation japonais réalisé par Yasuichiro Yamamoto, sorti en 2008. 
Il s'agit du douzième film tiré du manga Détective Conan.

## Synopsis
Une série de meurtres semblent viser seulement des musiciens. Toutes les victimes étaient des étudiants d’un conservatoire de musique sous la direction d’un célèbre pianiste. Entretemps, Conan et les autres sont invités à l’ouverture de la salle de concert de ce pianiste. La tête d’affiche des artistes internationaux qui sont rassemblés pour le concert, est une chanteuse à la voix prodigieuse ainsi que la présence d'un violon Stradivarius. Quelqu’un essaie de la tuer mais par chance Conan lui sauve la vie à la dernière minute. Lui et ses amis deviennent les cibles et sont attaqués un à un…

## Fiche technique
- Titre original : Meitantei Conan: Senritsu no Full Score (名探偵コナン 戦慄の楽譜?)
- Titre français : Détective Conan : La Mélodie de la peur
- Société de production : Tokyo Movie Shinsha
- Durée : 115 minutes
- Dates de sortie : 19 avril 2008 en salles japonaises